# 马利亚诺罗马诺
马利亚诺罗马诺（義大利語：Magliano Romano），是意大利拉齐奥大区罗马首都广域市的一个市镇。总面积21.14平方公里，人口1530人，人口密度72.4人/平方公里（2009年）。ISTAT代码为058052。